# Дидебулидзе, Александр Иосифович
Александр Иосифович Дидебулидзе (груз. ალექსანდრე იოსების ძე დიდებულიძე, 4 декабря 1882 или 26 декабря 1882, Тифлис — 18 апреля 1951, Тбилиси) — грузинский физик. Заслуженный деятель науки и техники Грузинской ССР (1941).

## Биография
Отец Александра был военным, мама — учителем пения, она происходила из семьи Александра Сулханишвили. Замечательный музыкальный талант мамы Александра Дидебулидзе позволил ей возглавить музыкальное сообщество в Риге (1907—1909). Семья Иосифа Дидебулидзе считалась прогрессивной и образованной.
Александр получил начальное образование в домашних условиях. В сентябре 1894 года он был принят в первый класс Тифлисского реального училища, окончив его в мае 1903 года. В октябре того же года Александр Дидебулидзе отправился в Ригу для получения высшего образования. Там он поступил на механическое отделение Рижского политехнического института. Во время учёбы в институте он считался лучшим студентом. В мае 1910 года Александр окончил Рижский политехнический институт по специальности инженер-механик и получил степень по гидроэнергетике.
В 1909 году, ещё будучи дипломником, был назначен помощником ассистента в лабораторию электроники Рижского политехнического института. С 1914 года преподает в институте, читает лекции по радиотелеграфии и телефонии. В 1915 году ему было присвоено звание доцента.
После эвакуации Рижского политехнического института в 1915 году Дидебулидзе также уехал в Москву. Преподавал электротехнику в Московском индустриальном училище и в Народном университете им. Шанявского. Кроме того, он возглавлял электротехническую лабораторию в Московском техническом обществе.
В конце 1916 года переехал в Одессу. Выступил одним из основателей Одесского политехнического института. В марте 1917 года он обратился к попечителю Одесского округа за отчётом об открытии Политехнического института. Вскоре разработка проекта создания этого института была поручена Дидебулидзе. В 1917 году он был избран доцентом Одесского политехнического института, а с апреля 1918 года был профессором кафедры теоретической электротехники. Одновременно учился векторному анализу и теоретической электротехнике в Политехническом институте.
В 1918 году Александр решил вернуться в Тифлис из-за проблем со здоровьем.
Внёс большой вклад в организацию физико-технического факультета Тбилисского государственного университета. Большую часть дня он проводил в физической лаборатории, занимаясь разработкой новых приборов и ремонтом старых. Организовал электростанцию для освещения здания университета, открыл университетскую аптеку, устроил небольшую литографию с университетскими программами, учебными планами и конспектами лекций на грузинском языке, добыл два литографических инструмента, которые еще больше расширили полиграфическое производство в университете, и он открыл издательство в университете.
20 января 1923 года Дидебулидзе был назначен директором Тбилисской геофизической обсерватории и прослужил в этой должности до 24 сентября 1924 года.
В сентябре 1932 года он был избран членом Президиума Закавказского отделения Академии сельскохозяйственных наук. 30 декабря 1940 года защитил диссертацию на соискание учёной степени доктора технических наук в Институте сельского хозяйства Грузии. С 1932 по 1938 годы он возглавлял кафедру электротехники в Закавказском институте инженеров связи. В 1936—1939 годах был научным руководителем отделения дождевых вод Закавказского водохозяйственного института. В 1936—1945 годах он возглавлял кафедру электрификации сельского хозяйства в Институте сельского хозяйства Грузии. В 1941 году был удостоен звания заслуженного деятеля науки и техники за выдающуюся работу в области экономического и культурного строительства. Дидебулидзе награжден орденами Ленина, Трудового Красного Знамени (дважды) и медалями.